# ネオムSC
ネオム・スポーツ・クラブ（英語: NEOM Sports Club, アラビア語:  نادي نيوم الرياضي)）は、サウジアラビアのプロサッカークラブである。タブークを本拠地とし、2025-26シーズンはサウジ・プロフェッショナルリーグに参加している。サッカー以外にもバスケットボール、マーシャルアーツ、卓球など13種目のスポーツ部門を擁する総合型スポーツクラブである。

## 概要
1965年にアル・スコール・クラブ (英語: Al-Suqoor Club, アラビア語: الصقور) として設立。2023年6月5日にサウジアラビアのスポーツ省は当時SDリーグ（3部）に属していたアル・スコール・クラブを企業化して、NEOM（計画都市ネオムの建設・運営を行う事業会社）が運営法人を保有する方針を示し、2023年12月24日にアル・スコール・クラブからネオム・スポーツ・クラブへの改名が正式に発表された。
2023-24シーズン、SDリーグ・グループA首位でFDリーグ（2部）に昇格。2024年5月29日、アル・タアーウンFCをSPL（1部）4位に導いたペリクレス・シャムスカが2年契約で監督に就任。

## タイトル

### 国内タイトル
- サウジ・サードディヴィジョンリーグ（英語版） : 1回
  - 2021-22[4]
- サウジ・セカンドディヴィジョンリーグ : 1回
  - 2023-24
- サウジ・ファーストディヴィジョンリーグ : 1回
  - 2024-25

### 国際タイトル
- なし

## 現所属メンバー
2024年1月25日現在
注：選手の国籍表記はFIFAの定めた代表資格ルールに基づく。
| No. | Pos. |                | 選手名                             |
| --- | ---- | -------------- | ---------------------------------- |
| 1   | GK   | サウジアラビア | アハメド・アル＝ムシャウフ         |
| 2   | DF   | サウジアラビア | トゥルキー・ナーマス               |
| 4   | DF   | チュニジア     | ムハンマド・サグラーウィ           |
| 5   | MF   | サウジアラビア | スルターン・アッ＝スワーディ       |
| 6   | MF   | サウジアラビア | アブドゥルアズィーズ・シャリーフィ |
| 7   | FW   | サウジアラビア | ナーイフ・アル＝カフターニー       |
| 8   | DF   | サウジアラビア | アブドゥルアズィーズ・ジェネイド   |
| 9   | FW   | ナイジェリア   | アニエクペノ・ウド                 |
| 10  | MF   | サウジアラビア | カリーム・アル＝バラウィ           |
| 11  | FW   | エジプト       | ムハンマド・フアード               |
| 15  | MF   | サウジアラビア | マージド・アッ＝ディーニー         |
| 16  | DF   | サウジアラビア | オワイド・アル＝エネジー           |
| 18  | MF   | サウジアラビア | アーイド・アル＝ジョーニー         |
| 19  | MF   | ガーナ         | サミュエル・オウス                 |

| No. | Pos. |                | 選手名                                           |
| --- | ---- | -------------- | ------------------------------------------------ |
| 21  | FW   | サウジアラビア | ナーイフ・アル＝レハイリ                         |
| 23  | DF   | サウジアラビア | ヤヒヤ・カアビー                                 |
| 24  | MF   | サウジアラビア | ハサン・ムバルキ                                 |
| 27  | DF   | サウジアラビア | ニムル・ガズワーニー                             |
| 30  | GK   | サウジアラビア | アブドゥッラー・アッ＝シェフリー                 |
| 32  | DF   | サウジアラビア | バドル・アル＝ビーシー                           |
| 33  | GK   | サウジアラビア | アブドゥッラフマーン・ダグリーリー               |
| 44  | DF   | サウジアラビア | ファーイズ・アル＝バラウィ                       |
| 47  | FW   | サウジアラビア | アブドゥッラフマーン・アル＝ガームディ           |
| 66  | MF   | ブラジル       | ペトロス・マテウス・ドス・サントス・アラウージョ |
| 77  | FW   | サウジアラビア | ナウワーフ・アスィーリー                         |
| 87  | MF   | サウジアラビア | ファハド・アル＝ムナイフ                         |
| 99  | MF   | サウジアラビア | ファハド・アティヤ                               |

監督
- アフワーン・ガルビ

## 歴代監督
- アハマド・アブドルマクスード 2020-2022
- アフワーン・ガルビ 2023-2024
- ペリクレス・シャムスカ 2024-2025

## 歴代所属選手
- ペトロス・マテウス・ドス・サントス・アラウージョ 2023-2024
- エムバイェ・ディアニェ 2024-25